# Hemigrammus erythrozonus
Hemigrammus erythrozonus es una especie de pez de la familia Characidae en el orden de los Characiformes.

## Morfología
Los machos pueden llegar alcanzar los 3,3 cm de longitud total.

## Alimentación
Come gusanos, pequeños crustáceos y  plantas.

## Hábitat
Vive en zonas de clima tropical entre 24 °C y 28 °C de temperatura.

## Distribución geográfica
Se encuentran en Sudamérica: río Esequibo.

## Observaciones
Conocido popularmente como Tetra Luminoso
Es una especie popular en acuariofilia.